# Jerry Maguire (1996.)
Jerry Maguire (eng. Jerry Maguire) je američka romantična dramska komedija iz 1996. godine u kojoj su glavne uloge ostvarili Tom Cruise, Cuba Gooding, Jr. i Renée Zellweger. Film je napisao, režirao i koproducirao Cameron Crowe. U kinima u SAD-u je film započeo s kino prikazivanjem 13. prosinca 1996. godine u distribuciji Gracie Films i Columbije TriStar Pictures.
Film je dobio uglavnom pozitivne ocjene kritičara. Budžet mu je iznosio 50 milijuna dolara, a pokazao se velikim financijskim uspjehom na kraju zaradivši preko 270 milijuna dolara na kino blagajnama u cijelome svijetu. 

## Radnja
Jerry Maguire (Tom Cruise) je 35-godišnji sportski agent koji radi za kompaniju Sports Management International (SMI). Nakon manjeg živčanog sloma uzrokovanog stresom i grižnjom savjesti, Jerry napiše izjavu o misiji koja govori o neiskrenosti posla sportskih agencija i kako on vjeruje da bi tvrtka morala raditi. Izjavu, naziva Stvari o kojima razmišljamo, ali koje ne govorimo: Budućnost našeg posla, sljedeće jutro distribuira po cijeloj tvrtci. Njegovi kolege su dirnuti njegovom iskrenošću i dočekaju ga pljeskom, ali uprava pošalje Boba Sugara (Jay Mohr), Maguireovog protežea, da ga otpusti. Jerry i Sugar upuštaju se u utrku s vremenom u kojoj nazivaju sve Jerryjeve klijente kako bi ih nagovorili da ostanu u kompaniji ili da odu s Jerryjem. Jerry uskoro razgovara s igračem Arizona Cardinalsa, Rodom Tidwellom (Cuba Gooding, Jr.), jednim od njegovih klijenata koji nije zadovoljan svojim ugovorom. Rod testira Jerryjevu odlučnost da ostane njegov menadžer kroz dugački telefonski poziv koji kulminira poznatom scenom "Lovu na sunce!". U međuvremenu Sugar osigura gotovo sve Jerryjeve bivše klijente. Frank "Cush" Cushman (Jerry O'Connell), velika nogometna zvijezda za koju se očekuje da će biti na prvom mjestu nadolazećih NFL transfera, također ostaje s Jerryjem nakon što ga ovaj posjeti u njegovom obiteljskom domu. Odlazeći iz ureda, Jerry svima daje do znanja da pokreće vlastitu agenciju i upita sve prisutne želi li netko poći s njim, a jedina koja pristaje je 26-godišnja Dorothy Boyd (Renée Zellweger). Njih dvoje su se već ranije sreli na aerodromu gdje je Boyd rekla Maguireu da ju je njegov dopis snažno inspirirao. 
Uskoro Jerry putuje na transfer NFL-a s Cushom i nagovori Roda da krene s njim kako bi upoznao predstavnike velikih klubova. Iako se Rodu u početku čini da je potpuno zanemaren u odnosu na zvijezdu Cusha, Sugar stupi u kontakt s Mattom Cushmanom (Beau Bridges), Cushmanovim ocem, dok Jerry u velikom predvorju upoznaje Roda s važnim ljudima te nagovara Cusha da se vrati u SMI. Jerry je devastiran ovom viješću i okreće se svojoj zaručnici Avery (Kelly Preston) za potporu, ali ona ga odbija nakon čega ju on ostavlja. Zatim se okreće Dorothy, postavši blizak s njezinim malim sinom Rayem pa se njih dvoje nakon nekog vremena nađu u vezi. Međutim, Dorothy istovremeno razmišlja o odlasku u San Diego gdje ju čeka siguran posao. Jerry uskoro svu svoju koncentraciju usmjeri na Roda, njegovog jedinog preostalog klijenta, za kojeg se ispostavlja da ga je teško zadovoljiti. Tijekom sljedećih nekoliko mjeseci dvojica počnu kritizirati jedan drugoga - Rod smatra da se Jerry ne trudi dovoljno da mu osigura novi ugovor dok Jerry tvrdi da se Rod ne trudi dovoljno na terenu i da ne igra srcem, nego samo misli na novac. Jerry se također ženi s Dorothy kako bi im oboma pomogao financijski i kako bi nju spriječio da se odseli u San Diego. Tijekom braka on je emocionalno i fizički odsutan, ali je jasno da želi biti otac malom Rayu do kojeg mu je stalo. Premda je Dorothy zaljubljena, ona ga ostavlja zbog toga što smatra da on nju ne voli. 
Prije utakmice sezone između Cardinalsa i Dallas Cowboysa, Sugar pokuša dovesti Roda na svoju stranu, ali ga i Rod i Jerry odbijaju. Ubrzo potom njih dvojica se pomire. Rod utakmicu igra dobro, ali se tijekom iste na prvi pogled ozljedi i padne u nesvijest. Ipak, brzo dođe k sebi i na oduševljenje punog stadiona započne plesati za publiku dok mu svi plješću. Nakon utakmice Jerry i Rod se zagrle ispred svih ostalih sportaša i sportskih agenata i na taj način pokazuju kako se njihov odnos razvio iz čiste profesionalnosti u prijateljstvo, što je i bila jedna od glavnih Jerryjevih ideja u Izjavi o misiji koju je napisao na početku filma. Jerry se vraća kući i sreće Dorothy te joj govori da ju voli i da ju želi u svom životu. Kaže joj da ga "ona upotpunjuje" na što mu ona odgovori da "je bila njegova već kad je pozdravio". Rod se pojavljuje na sportskoj emisiji Roya Firestonea gdje mu voditelj obznanjuje da mu je agent osigurao 11.2 milijuna dolara vrijedan ugovor s Cardinalsima koji će mu omogućiti da završi svoju profesionalnu karijeru u Arizoni. Vidljivo u emocionalnom stanju, Rod zahvaljuje svima oko sebe, a posebno Jerryju. Uskoro Jerry razgovara i s nekim drugim profesionalnim sportašima - od kojih su neki već pročitali njegovu sada već legendarnu Izjavu o misiji i koji respektiraju njegov odnos s Tidwellom. U posljednjoj sceni filma vidimo Jerryja, Dorothy i malog Raya kako hodaju parkom; ispred njih pada bejzbolska loptica koju Ray baca natrag, a Jerryja zapanji njegov jak izbačaj pa započne priču o tome da bi Ray mogao postati pravi sportaš na izričito Dorothyjevo negodovanje. 

## Glumačka postava
- Tom Cruise kao Jerry Maguire
- Cuba Gooding, Jr. kao Rod Tidwell
- Renée Zellweger kao Dorothy Boyd
- Kelly Preston kao Avery Bishop
- Jerry O'Connell kao Frank "Cush" Cushman
- Jay Mohr kao Bob Sugar
- Regina King kao Marcee Tidwell
- Bonnie Hunt kao Laurel Boyd
- Jonathan Lipnicki kao Ray Boyd
- Todd Louiso kao Chad the Nanny
- Jeremy Suarez kao Tyson Tidwell
- Aries Spears kao Teepee Tidwell
- Mark Pellington kao Bill Dooler
- Jared Jussim kao Dicky Fox
- Ingrid Beer kao Anne-Louise
- Glenn Frey kao Dennis Wilburn
- Drake Bell kao Jesse Remo
- Christina Cavanaugh kao gđa Remo
- Toby Huss kao Steve Remo
- Eric Stoltz kao Ethan Valhere
- Lucy Liu i Ivana Miličević kao bivše djevojke
- Beau Bridges kao Matt Cushman

Cameo uloge u filmu igraju vlasnik Philadelphia Eaglesa Jeffrey Luire, stručnjak za transfere s ESPN-a Mel Kiper Jr., bivši NFL igrači Drew Bledsoe, Troy Aikman i Warren Moon, njemačka klizačica Katarina Witt, zadtim trenutni trener Dallas Cowboysa Barry Switzer i bivši trener Detroit Lionsa Wayne Fontes. Svi oni glume same sebe.
Ostali igrači NFL-a koji se pojavljuju u cameo ulogama glumeći sami sebe su Tim McDonald, Johnnie Morton, Rick Mirer, Rob Moore, Ki-Jana Carter, Herman Moore, Art Monk, Kerry Collins i Dean Biasucci. 
Sportski komentatori Al Michaels, Frank Gifford, Roy Firestone, Mike Tirico i Dan Dierdorf također se pojavljuju u cameo ulogama.
Bivši NBA igrač Bren Barry u filmu glumi sportaša koji odbija dati autogram mladom dečku.
Glumice koje glume bivše djevojke od Maguirea uključuju Alison Armitage, Emily Procter i Stacey Williams. Reagan Gomez-Preston također ima manju ulogu u filmu kao dio Tidwellove obitelji.
Gitarist skupine Alice in Chains nakratko se pojavljuje u filmu kao radnik u kopiraonici. 
Vlasnik tima Indianapolis Colts pojavljuje se u cameo ulozi kao šef Jerryja Maguirea. 

## Vanjske poveznice
- Jerry Maguire u internetskoj bazi filmova IMDb-a
- The Jerry Maguire Journal, dnevnik kojeg je pisao redatelj Crowe tijekom filmske produkcije, objavljen u časopisu Rolling Stone u prosincu 1996. godine
- "Things we think and do not say", Izjava o misiji koja je odvela Maguirea do odluke o pokretanju vlastite agencije
- Jerry Maguire, filmski scenarij